# Third Eastern Women's Congress
Third Eastern Women's Congress, var en internationell konferens som ägde rum i Bagdad i Irak, år 1932. Den samlade kvinnoorganisationer och representanter från Mellanöstern och Östasien. 
Den föregicks av First Eastern Women's Congress i Damaskus i Syrien i juli 1930, och Second Eastern Women's Congress i Teheran i Iran i november 1932. 
Third Eastern Women's Congress hölls av Women's Awakening Club, med välkomsttal av drottning Huzaima och har kallats för ett landmärke för den organiserade kvinnorörelsen i Irak, som vid denna tid hade reducerats till välgörenhetsföreningar för överklasskvinnor, men som växte under de följande åren till bildandet av Women's League Against Fascism/League for the Defense of Women's Rights (Rabita al-Difa an Huque al-Mara) under Rose Khadduri 1943.
Poeten Jamil Sidqi al-Zahawi, den första som förde fram feministiska åsikter i Irak, framträdde på kongressen.